# Casino l'Amistat
Casino l'Amistat és un edifici del municipi de Cadaqués (Alt Empordà) inclòs en l'Inventari del Patrimoni Arquitectònic de Catalunya.

## Descripció
Situat dins del nucli antic de Cadaqués, a primera línia de mar, davant la Platja.
Edifici aïllat de dues plantes més golfes, amb terrassa superior centrada pel prominent torricó de sortida de l'escala central.
La façana principal crea un cos lleugerament avançat, amb un gran portal d'arc de mig punt d'accés a l'interior i sis grans finestrals rectangulars. Al pis hi ha una gran terrassa central amb quatre finestrals que li donen accés, els quals presenten un voladís sostingut per mènsules a la part superior. Entremig de les obertures hi trobem cinc medallons de terracota decorats amb baixos-relleus, representant l'efígie de famosos navegants i el seu nom: al centre, més gran que els restants, Colom, i als costats, Almagui, Magallanes, Cortés i Pizarro. L'altell presenta quatre ovals alineats amb les finestres del primer pis i el coronament de l'edifici es fa amb una balustrada assentada damunt la cornisa. De la façana est destaquen, a la planta baixa, les obertures d'arcs de mig punt. Al pis, les obertures són rectangulars, motllurades i amb voladís de mènsules i relleus. A la part superior continua la mateixa balustrada.
L'interior de l'edifici presenta a la planta pis, l'antiga compartimentació amb estances destinades als diferents usos de l'associació que actualment l'ocupa: sala d'actes, d'exposicions, biblioteca, etc. Les estances situades a la part posterior presenten voltes catalanes de maó pla i una escala catalana amb barana de ferro forjat. Destaca la porta de fusta treballada situada a l'interior de l'edifici, per accedir a les oficines de la societat. L'acabat exterior és arrebossat i, actualment, encalcinat.

## Història
L'eixamplament que es troba seguint el perfil de la badia a tots dos costats del nucli antic, es va formar a partir de l'auge econòmic del segle xix, amb els diners dels anomenats "americanus", emigrants cubans. D'aquest fet, se'n desprenen alguns notables edificis vuitcentistes com la casa Rahola, obra de J.Roca i Bros de 1860, situada a la plaça de les Herbes, el casino l'Amistat, la casa Serinyana de 1910, o les escoles de 1915.
Aquest casal fou originàriament residència de la família Godo Car, segons G.Rahola i J.Rahola (op.cit., pàg. 445): "...el 1868, en Salvador Escofet- anomenat i conegut pel Rodó-associat a la família Godo-bastidora i propietària, aquesta família, del casal després ha estat i és al casino i la Societat La Amistat de Cadaqués- iniciaren el negoci de la fabricació de taps de suro a la seva fàbrica del Llaner...".
L'any 1896 l'edifici passa a ser la seu de la Societat Recreativa l'Amistat, fundada probablement el 1856 amb el nom de "La Benèfica". Un fenomen social ben palès a moltes poblacions de l'Alt Empordà a partir de la segona meitat del segle xix fou la creació de societats de beneficència, que tingueren les funcions d'ajudar econòmicament als socis. Però des de sempre tingueren un vessant cultural i recreatiu, que va acabar predominat.
Les activitats culturals de la societat són actualment notables i diversificades- s'han anat recuperant i ha anat en augment sobretot des dels anys 60-; escoles de dibuix i de música, cursos d'idiomes (també de català), de sardana, conferències, exposicions, concurs infantils anuals de redacció, d'escacs, etc. Hom organitza els actes de la 'Festa Major i disposa de Biblioteca i de sales de reunions per als associats.
A la sala d'actes del casino hi són exposats sis grans dibuixos al carbó que ofrenà el seu dia a l'entitat el pintor Eliseu Meifrén (1859-1940) qui mantingué una fidelitat al poble i al paisatge de Cadaqués (en fou un des principals descobridors, des del 1886). Meifrén també pintà el teló de l'escenari del teatre Art i Joia, obra que avui es troba al Museu Dalí de Figueres.